# Nettelstedter Berg
Der Nettelstedter Berg ist ein 288,5 m ü. NHN hoher Berg im Wiehengebirge im Kreis Minden-Lübbecke.

## Lage
Der Nettelstedter Berg liegt auf der Grenze zwischen dem zur Stadt Lübbecke gehörenden und namensgebenden Ort Nettelstedt und dem Ort Holsen, einem Ortsteil der Gemeinde Hüllhorst, wobei der Gipfelpunkt selbst auf dem Gebiet der Gemeinde Hüllhorst liegt. Er ist somit die höchste Erhebung der genannten Stadt- bzw. Ortsteile und nur 32 Meter niedriger als der 320 Meter hohe Heidbrink, der höchste Berg des Wiehengebirges, der sich vier Kilometer westlich erhebt. Der Nettelstedter Berg befindet sich an einer eher schmalen Stelle des höhenzugartigen Wiehengebirges, das hier nur knapp einen Kilometer breit ist. Ostwärts von ihm gibt es im ganzen Wiehengebirge, also bis hin zur Porta Westfalica, keinen Berg mehr, der an die Höhe des Nettelstedter Berges heranreicht.
Der Nettelstedter Berg hat, wie fast alle Berge im Wiehengebirge, einen langgestreckten Kammgipfel (Egge) und ist von den westlich anschließenden Gipfeln nur durch Dören getrennt. Daher wird der Berg nur bedingt als markanter Gipfel wahrgenommen.
Sein Gipfel weist einen alten Eichenbestand auf.

## Sendeanlage
Östlich des Gipfels befindet sich ein Fernmeldeturm. Er wurde von den britischen Streitkräften für Richtfunkverbindungen im CIP67-Netzwerk genutzt. Aufgrund dieser Einrichtung führt eine befestigte Fahrstraße auf den Gipfel, die aber nicht für den motorisierten Individualverkehr freigegeben ist. Der Turm wird heute durch Amateurfunker genutzt.

## Tourismus
Unweit nördlich des Gipfels verlaufen der Wittekindsweg, der E11, der Mühlensteig und der Nikolausweg. Von der Freilichtbühne Nettelstedt kann der Berg bequem in 20 Minuten erwandert werden.

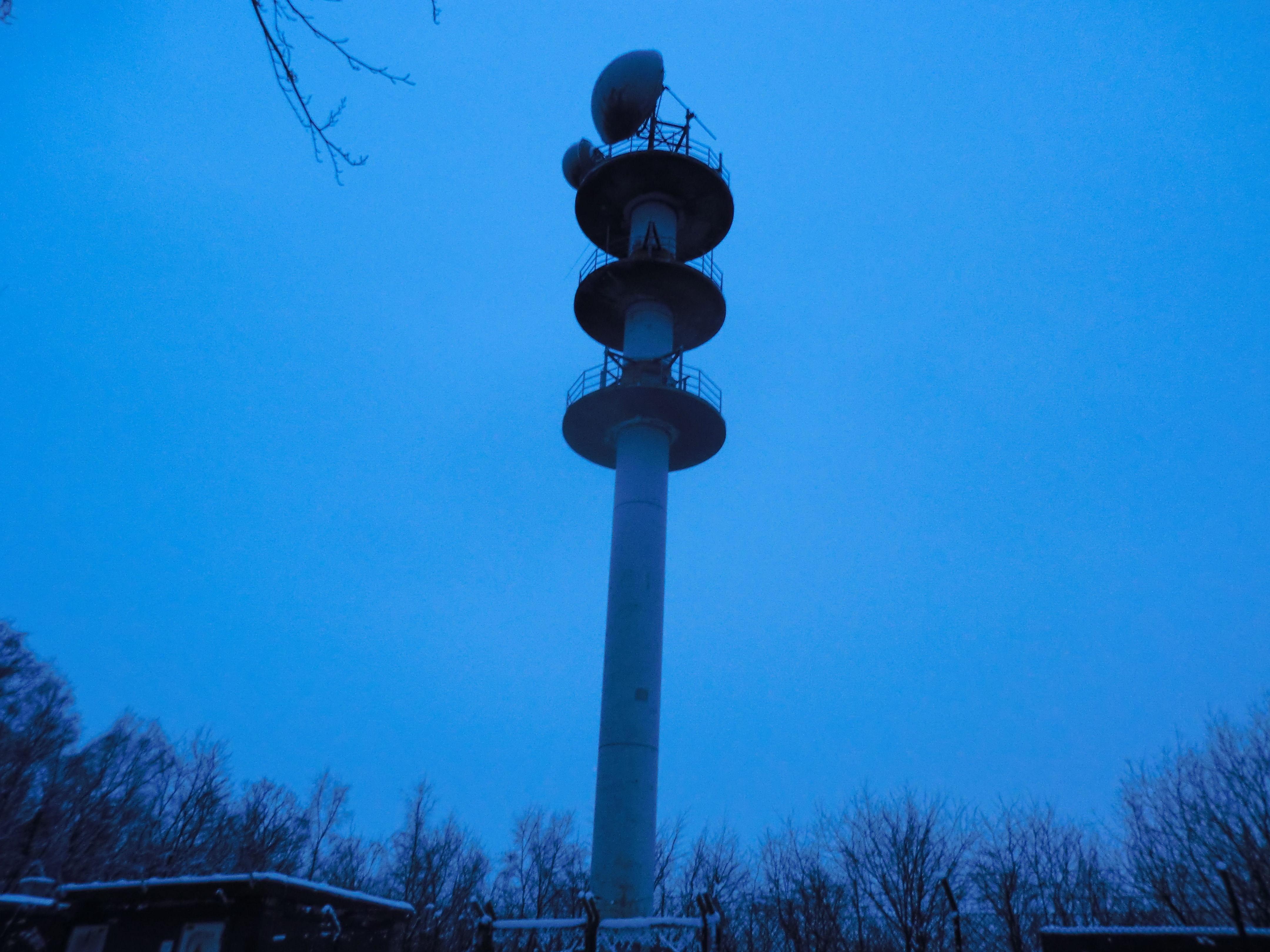
Fernmeldeturm auf dem Gipfel zur winterlichen Dämmerung